# Xyletobius speiseri
Xyletobius speiseri är en skalbaggsart som beskrevs av Perkins 1910. Xyletobius speiseri ingår i släktet Xyletobius och familjen trägnagare. Inga underarter finns listade i Catalogue of Life.